# Alain Demarolle
Alain Demarolle, né le 1er décembre 1966 à Dijon, est un haut fonctionnaire et chef d'entreprise français.
Il est depuis 2020 le président de l'agence d'analyse financière Proxinvest.

## Biographie

### Etudes
Il est diplômé de Sciences Po (Paris), d'un DEA de philosophie politique et de l'ESSEC. Il entre ensuite à l'ENA dont il sort major de la promotion Léon Gambetta, ce qui lui permet d'entrer à l'inspection des finances.

### Carrière
Il travaille d'abord à la Commission des opérations de bourse à Paris (1994-1995) puis à l'Agence financière du Trésor (1996-1997) à New-York. En 1998, il devient banquier d'affaires, d'abord chez Salomon Smith Barney, puis chez Bear Stearns (2002) où il s'occupe de la banque d'investissement.
De 2005 à 2007, il est le conseiller économique du premier ministre Dominique de Villepin. De 2007 à 2010, il est directeur général à Eton Park International, un fonds d'investissement américain. En parallèle, il est chargé par la ministre de l'économie Christine Lagarde d'une mission sur les fonds souverains.
En 2010 il crée un fonds, Alura Park, dont il est le président.
En parallèle, il est administrateur de Paris Europlace (depuis 1998), professeur à Sciences Po (depuis 1998), membre de la Commission innovation 2030 (depuis 2013).
En juin 2020, il devient président de Proxinvest, où il succède au fondateur Pierre-Henri Leroy.

## Distinctions
- Prix Corbay de l'Académie des sciences morales et politiques (1997)
- Young Global Leader (2007)[3]